# Yumi Hayashi
Pour les articles homonymes, voir Hayashi.
Yumi Hayashi (林 佑美, Hayashi Yumi), née le 12 mai 1981 à Kyoto, est une femme politique japonaise, représentant la préfecture de Wakayama pour le Parti japonais de l'innovation à la Chambre des représentants du Japon.

## Jeunesse et études
Hayashi naît le 12 mai 1981 à Kyoto, dans la préfecture du même nom. Elle effectue ses études dans le département de sciences politiques de l'Université de Ritsumeikan, avant de travailler comme cadre dans une entreprise d'enseignement et de formation.

## Carrière politique
Hayashi commence sa carrière politique en 2022, alors qu'elle est élue au conseil municipal de Wakayama. Elle se présente 6 mois plus tard aux élections législatives anticipées de la première circonscription de la préfecture de Wakayama, en raison de la démission de son prédécesseur, Shūhei Kishimoto (ja), candidat à la gouvernance de la préfecture. Candidatant sous l'étiquette du Parti japonais de l'innovation, elle est élue et fait son entrée à la Diète du Japon,. Elle devient ainsi la première membre de son parti à représenter la préfecture de Wakayama à la Chambre des représentants.
Candidate à sa succession lors des élections législatives japonaises de 2024, elle ne parvient pas à conserver son siège uninominal, mais reste représentante grâce à la relance proportionnelle du bloc Kinki.

## Prises de position
Hayashi souhaite porter une voix féminine à la Diète du Japon, pour attirer l'attention sur des problèmes en majorité liés aux femmes, comme la garde d'enfants ou les inégalités salariales. Elle mène également un combat pour la gratuité de l'éducation au Japon.

## Vie privée
Hayashi est mariée à un homme politique, représentant lui aussi le Parti japonais de l'innovation à l'assemblée préfectorale de Wakayama. Elle est mère de trois enfants.